# Inashiki
Inashiki (Japans: 稲敷市, Inashiki-shi) is een stad in de prefectuur Ibaraki op het eiland Honshu in Japan. De stad heeft een oppervlakte van 178,12 km² en medio 2008 bijna 48.000 inwoners. De stad ligt aan het meer van Kasumigaura. De rivier Tone, die gevoed wordt door dit meer, stroomt van zuidwest naar zuidoost door de stad. In het Wada-park wordt jaarlijks een tulpenfestival gehouden.

## Geschiedenis
Inashiki ontstond op 22 maart 2005 als een stad (shi) door samenvoeging van een de gemeentes Azuma (東町, Azuma-machi), Edosaki (江戸崎町, Edosaki-machi) en Shintone (新利根町, Shintone-machi) plus het dorp Sakuragawa (桜川村, Sakuragawa-mura).

## Verkeer
Inashiki ligt aan de Jōsō-lijn van de Kanto Spoorgwegen (Kantō Tetsudō).
Inashiki ligt aan de autowegen 51, 125 en 408.

## Stedenband
Inashiki heeft een stedenband met
- Salmon Arm, Brits-Columbia, Canada, sinds 19 februari 1990 via de voormalige gemeente Azuma.

## Geboren in Inashiki
- Inazuma Raigoro (稲妻雷五郎, Inazuma Raigorō), 19e-eeuwse sumoworstelaar

## Externe link

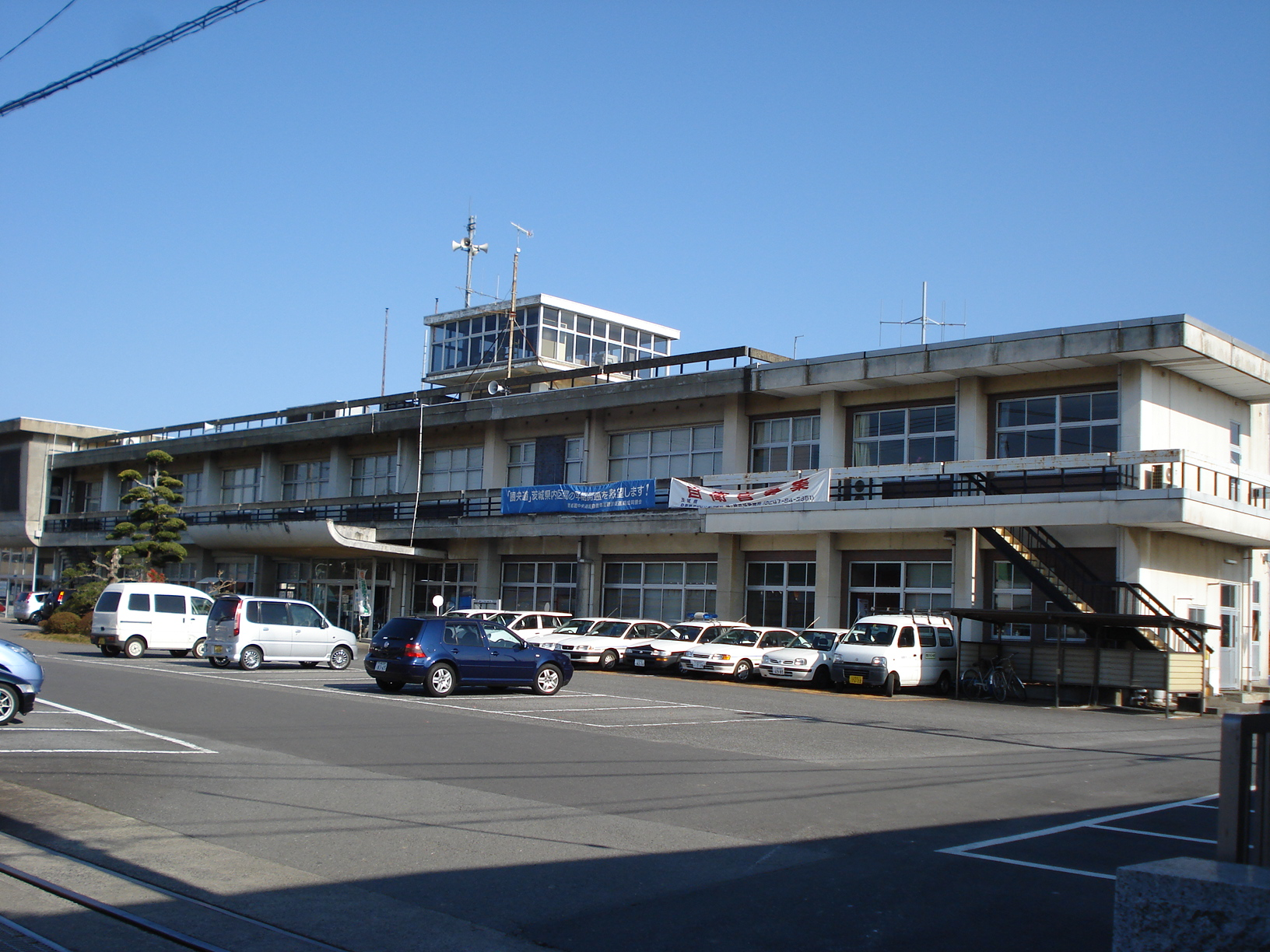
stadhuis van Inashiki

## Aangrenzende steden
- Ryūgasaki
- Itako
- Katori